# Altersgrenze
Altersgrenze bezeichnet das Lebensalter, bis zu dem (Höchstalter) oder ab dem (Mindestalter) ein bestimmtes Ereignis stattfinden kann oder bestimmte Rechte (zum Beispiel Schutzalter) gelten. Zur Zulässigkeit von Altersgrenzen im Hinblick auf Diskriminierungsverbote siehe Altersdiskriminierung.

## Deutschland
Förmlich relevante Altersgrenzen gibt es vor allem im Feld der Kinder- und Jugendhilfe, im Bereich der Wählbarkeit von Bürgern sowie im Dienstrecht.

### Rentenrecht
Die Regelaltersgrenze wird mit Vollendung des 67. Lebensjahres erreicht (§ 35 SGB VI).

### Dienstrecht
Die Altersgrenze im deutschen Dienstrecht regelt den Beginn des Ruhestandes für Personen in einem öffentlich-rechtlichen Dienstverhältnis. Sie wird grundsätzlich mit Ablauf des Monats erreicht, indem das 67. Lebensjahr vollendet wird. Für bis zum 31. Dezember 1963 geborene Personen sowie solchen, die besonderen Belastungen ausgesetzt sind, gilt eine niedrigere Altersgrenze.
Beamte
Im deutschen Beamtenrecht gibt es beispielsweise folgende Altersgrenzen:
- das Lebensalter, in dem ein Beamter in den Ruhestand versetzt wird. Die Altersgrenze wurde in Deutschland 1923 eingeführt. Anlass war der wirtschaftliche Druck der französischen Ruhrbesetzung. Für Bundesbeamte (einschließlich der Beamten der Bundeswehr) legt § 51 Bundesbeamtengesetz (BBG) derzeit die Altersgrenze auf die Vollendung des 67. Lebensjahres fest, wobei Übergangsvorschriften für Geburtsjahrgänge bis einschließlich 1963 bestehen.
- das Lebensalter, bis zu dem eine Einstellung als Beamter möglich ist. Diese Altersgrenze ist in die Kritik geraten, da sie eine Form der Altersdiskriminierung darstelle und zum Beispiel den beruflichen Wiedereinstieg von Frauen nach Kindererziehungszeiten behindere. So ist beispielsweise diese Altersgrenze der Europäischen Kommission, die bei 45 Jahren lag, seit dem 10. April 2002 aufgehoben.

Polizeivollzugsdienst
Die besondere Altersgrenze für Polizeivollzugsbeamte sind im § 5 Bundespolizeibeamtengesetz (BPolBG) für den Bund und in den jeweiligen Landesbeamtengesetzen geregelt. Polizeivollzugsbeamte des Bundes treten grundsätzlich mit dem Ende des Monats in den Ruhestand, in dem sie das 62. Lebensjahr vollenden. Für die Jahrgänge 1952–1963 gelten Übergangsvorschriften. Wer vor dem 31. Dezember 1951 geboren wurde, trat mit dem Ende des Monats in den Ruhestand, in dem sie das 60. Lebensjahr vollendet hatten. In den Ländern wird je nach Bundesland und Laufbahn die Altersgrenze mit Vollendung des 60. bis 65. Lebensjahres erreicht. Beispielsweise treten in Nordrhein-Westfalen Polizeivollzugsbeamte mit Ablauf des Monats in den Ruhestand, in dem das 62. Lebensjahr vollendet wird.
Justizvollzugsdienst
Für Beamte im Justizvollzugsdienst können besondere Altersgrenzen je nach Bundesland gelten.
Feuerwehrdienst
Beamte auf Lebenszeit im Feuerwehrdienst der Bundeswehr treten mit dem Ende des Monats in den Ruhestand, in dem sie das 62. Lebensjahr vollenden (§ 51 Abs. 3 BBG). Auch hier gelten Übergangsregelungen für die Jahrgänge 1952–1963.
Soldaten 
Bei Soldaten gibt es für den Beginn des Ruhestandes eine allgemeine und eine (niedrigere) besondere Altersgrenze (§ 45 Soldatengesetz – SG). Die Altersgrenze variiert nach Dienstgrad, aber auch nach Laufbahn oder Verwendung (Offiziere als Flugzeugführer oder Waffensystemoffizier in strahlgetriebenen Kampfflugzeugen). Im Regelfall wird der Soldat mit Ablauf des ersten oder dritten Kalendervierteljahres, nachdem er die besondere Altersgrenze erreicht hat, durch die zuständige Stelle in den Ruhestand versetzt. Mit Erreichen der allgemeinen Altersgrenze tritt der Soldat grundsätzlich kraft Gesetz in den Ruhestand ein (§ 44 SG). Die Altersgrenzen wurden mit dem Dienstrechtsneuordnungsgesetz zum 1. Juli 2009 neu bestimmt und in den Jahren 2013 bis 2023 gemäß § 96 stufenweise angehoben. 
Die Altersgrenzen der Soldaten ergeben sich aus nachfolgender Tabelle:
| Personenkreis | Allgemeine Altersgrenze | Allgemeine Altersgrenze | Allgemeine Altersgrenze | Besondere Altersgrenze | Besondere Altersgrenze | Besondere Altersgrenze |
| Personenkreis | bis 2007                | 2008 bis 2012           | seit 2024               | bis 2007               | 2008 bis 2012          | seit 2024              |
| --- | ----------------------- | ----------------------- | ----------------------- | ---------------------- | ---------------------- | ---------------------- |
| Generale sowie Offiziere in einer Laufbahn des Fachdienstes                                                                                      | 61                      | 62                      | 65                      | keine                  | keine                  | 62                     |
| Oberste BesGr B 3 | 61                      | 62                      | 62                      | 60                     | 61                     | 62                     |
| Oberste BesGr A 16 (Ernennung zum Berufssoldaten vor 1999)                                                                                       | 61                      | 62                      | 62                      | 60                     | 60                     | 62                     |
| Oberstleutnante | 61                      | 62                      | 62                      | 58                     | 59                     | 61                     |
| Oberstleutnante (BesGr A 14 und vor 1999 zum Berufssoldaten ernannt)                                                                             | 61                      | 62                      | 62                      | 58                     | 58                     | 61                     |
| Majore und Stabshauptleute | 61                      | 62                      | 62                      | 56                     | 57                     | 59                     |
| Majore (vor 1999 zum Berufssoldaten ernannt) | 61                      | 62                      | 62                      | 56                     | 56                     | 59                     |
| Hauptleute, Oberleutnante und Leutnante | 61                      | 62                      | 62                      | 54                     | 55                     | 56                     |
| Hauptleute, Oberleutnante und Leutnante (vor 1999 zum Berufssoldaten ernannt)                                                                    | 61                      | 62                      | 62                      | 54                     | 54                     | 56                     |
| Berufsunteroffiziere | 61                      | 62                      | 62                      | 53                     | 54                     | 55                     |
| Berufsunteroffiziere (vor 1999 zum Berufssoldaten ernannt)                                                                                       | 61                      | 62                      | 62                      | 53                     | 53                     | 55                     |
| Offiziere, die in strahlgetriebenen Kampfflugzeugen als Flugzeugführer oder Waffensystemoffizier verwendet werden                                | 61                      | 62                      | 62                      | 41                     | 41                     | 41                     |
| Wehrfliegerverwendungsunfähige Offiziere, die in strahlgetriebenen Kampfflugzeugen als Flugzeugführer oder Waffensystemoffizier verwendet werden | 61                      | 62                      | 62                      | 40                     | 40                     | 40                     |

Die allgemeine Altersgrenze für Generale und Oberste sowie für Offiziere in den Laufbahnen des Sanitätsdienstes, des Militärmusikdienstes und des Geoinformationsdienstes der Bundeswehr liegt ab dem Jahr 2024 bei 65 Jahren (§ 45 Abs. 1 Nr. 1 SG); für alle übrigen Berufssoldaten bei 62 Jahren (§ 45 Abs. 1 Nr. 2 SG).
Auch ein Mindestalter ist festgelegt: Gemäß Soldatenlaufbahnverordnung (§ 5 SLV) darf in ein Wehrdienstverhältnis als Soldat auf Zeit oder Berufssoldat nur berufen werden, wer das 17. Lebensjahr vollendet hat. Bei freiwillig Wehrdienstleistenden wird analog verfahren.
Richter
Die Regelaltersgrenze erreichen Richter im Bundesdienst mit Vollendung des 67. Lebensjahres (§ 48 DRiG). Übergangsregelungen gelten für Richter der Geburtsjahrgänge 1947 bis 1963. Für die Richter im Landesdienst gelten unterschiedliche Regelungen der jeweiligen Landesrichtergesetze. Der für diese einschlägige § 76 DRiG spricht nur allgemein von der „Regelaltersgrenze“. Nach Absatz 2 kann das Landesrecht auch besondere Altersgrenzen, bei deren Erreichen der Richter auf eigenen Antrag in den Ruhestand zu versetzen ist, durch Gesetz bestimmen.
Für Richter des Bundesverfassungsgerichts ist die Altersgrenze das Ende des Monats, in dem der Richter das 68. Lebensjahr vollendet (§ 4 Abs. 3 BVerfGG). Dann endet ihre Amtszeit spätestens (§ 4 Abs. 1 BVerfGG). Allerdings führen sie ihre Amtsgeschäfte bis zur Ernennung ihres Nachfolgers fort (§ 4 Abs. 4 BVerfGG).

## Großbritannien
Am 17. April 2024 stimmte das britische House of Commons mit 383 zu 67 Stimmen für einen Gesetzentwurf, der den Verkauf von Zigaretten und anderen Tabakprodukten nach und nach verbieten würde. Das Mindestalter für den Kauf dieser Produkte soll jedes Jahr um ein Jahr steigen.